# 2MASS J03281738+0032572
2MASS J03281738+0032572 ist ein Brauner Zwerg im Sternbild Stier. Er wurde 2002 von Donald P. Schneider et al. entdeckt. Er gehört der Spektralklasse L3 an.